# Amo (langue)
L’amo est une langue kainji parlée au Nigeria.